# العمايم (قفصة)
العمايم قرية تقع بمعتمدية القطار من ولاية قفصة، تبعد عن قفصة ب37 كلم. وبها مدرسة ابتدائية.